# Wandelroute Eisenach-Boedapest

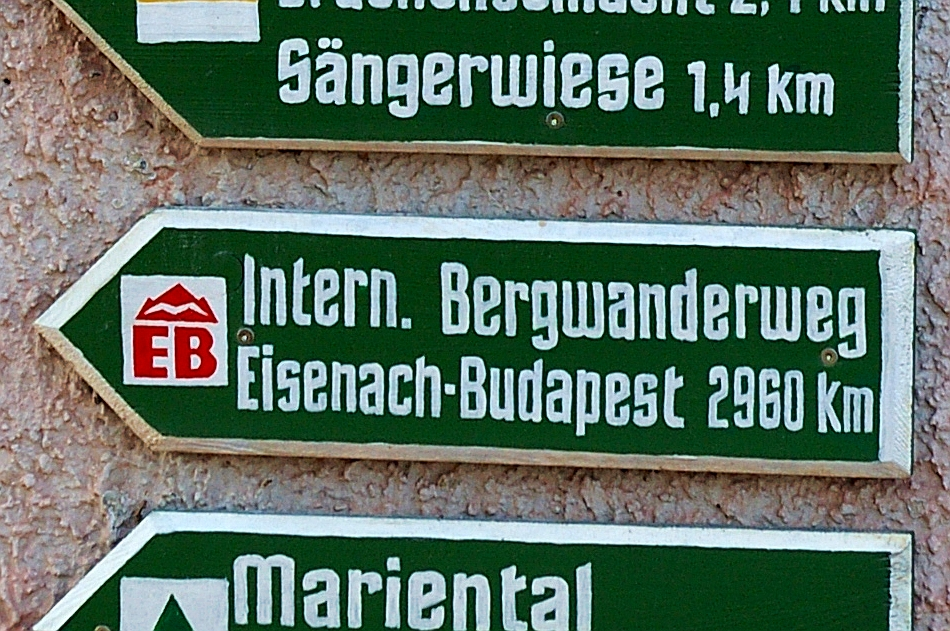
Op de Wartburg

De Internationale Vriendschaps-Bergwandelroute Eisenach-Boedapest, kortweg EB-Weg of Wandelroute Eisenach-Boedapest, is een initiatief uit een aantal destijds communistische staten en loopt over een aantal Europese middelgebergten.
De route begint even ten westen van Eisenach, vlak bij de voormalige Duits-Duitse grens, loopt tot in de Poolse Karpaten naar het oosten, draait dan naar het zuiden om via Slowakije Hongarije te bereiken en eindigt na een traject door het Hongaarse Mátra- en Bükkgebergte in Boedapest. Na de val van het IJzeren Gordijn is de EB-Weg deel gaan uitmaken van de Europese Wandelroute E3, die het Spaanse pelgrimsoord Santiago de Compostella met de Bulgaarse Kaap Emine in de Zwarte Zee verbindt.